# Alpenus intacta
Alpenus intacta är en fjärilsart som beskrevs av George Francis Hampson 1916. Alpenus intacta ingår i släktet Alpenus och familjen björnspinnare. Inga underarter finns listade i Catalogue of Life.